# Leeheim
Leeheim is een plaats in de Duitse gemeente Riedstadt, deelstaat Hessen, en telt 4181 inwoners (2006).